# أتاب
أتاب أو أتاب الكيشي، هو عاشر ملك سومري لسلالة كيش الأولى. حكم حوالي سنة 2900 ق م حسب قائمة الملوك السومريين، وقد جاء بعد زوقاقيب، وخلفه بعد ذلك ابنه ماشدا.